# Dubrovniks stift
Dubrovniks stift (kroatiska: Dubrovačka biskupija, latin: Dioecesis Ragusiensis) är ett romersk-katolskt stift med säte i Dubrovnik i Kroatien. Stiftet ligger i Split-Makarskas kyrkoprovins och leds av biskopen Mate Uzinić. Dess geografiska område i sydligaste Kroatien omfattar en yta på 1 368 km2. I stiftet finns 61 församlingar och antalet medlemmar uppgår till omkring 77 000 personer. 

## Historia
År 998 grundades Dubrovniks ärkestift. Ärkestiftets status skulle efter dess grundande komma att förändras flera gånger. Den 30 juni 1828 sänkte påven Leo XII dess status till stift. Dubrovniks stift kom därefter att sortera under Zadars ärkestift och senare Split-Makarskas ärkestift.